# Соколово (Рязанская область)
Соколово — деревня в Пителинском районе Рязанской области. Входит в Пеньковское сельское поселение.

## География
Находится в северо-восточной части Рязанской области на расстоянии приблизительно 3 км на юг по прямой от районного центра поселка Пителино.

## История
В 1862 году здесь (тогда сельцо Елатомского уезда Тамбовской губернии) было учтено 34 двора.

## Население
Численность населения: 359 человек (1862 год), 10 в 2002 году (русские 100 %), 0 в 2010.